# حقوق بشر در مالزی
حمایت از حقوق اولیه بشر در قانون اساسی مالزی ارج نهاده شده است. این موارد شامل آزادی فردی (ماده ۵) و ممنوعیت برده‌داری و کار اجباری (ماده ۶) است. در سطح ملی، اقدامات قانونی که برای جلوگیری از سوء استفاده و نقض حقوق بشر وجود دارد را می‌توان در قوانین و اعمال مربوط به موضوعاتی یافت که یا دارای مولفه حقوق بشری هستند یا مربوط به گروه‌های خاصی از جامعه است که حقوق آنها ممکن است در معرض خطر قرار گیرد. گروه‌های حقوق بشر عموماً از دولت مالزی و پلیس سلطنتی مالزی انتقاد می‌کنند.
قوانین بازداشت پیشگیرانه همچون قانون امنیت داخلی ۱۹۶۰ و فرمان وضعیت اضطراری ۱۹۶۹ (نظم عمومی و پیشگیری از جرم) که بازداشت بدون محاکمه یا اتهام را مجاز می‌دانند و به همین دلیل منبع نگرانی سازمان‌های حقوق بشری همچون سازمان سوارا راکیات مالزی هستند. هر چند قانون امنیت داخلی ۱۹۶۰ لغو گردید و در سال ۲۰۱۲ توسط قانون جرائم امنیتی (تدابیر ویژه) ۲۰۱۲ موسوم به سوسما (SOSMA) جایگزین آن شد و حکم وضعیت اضطراری ۱۹۶۹، در پی لغو سه اعلامیه اضطراری در سال ۲۰۱۱، منسوخ شد.

## قوانین
گفته شده است که برخی از قوانین مالزی باعث محدودیت در حقوق اولیه بشر شده است. تغییرات گسترده اخیر در این قوانین توسط دولت به عنوان اصلاحات حقوق بشر توصیف گردیده است ولی طبق نظر منتقدان، در حقیقت در برخی موارد، حتی محدودیت‌ها را بیشتر کرده است.
وزارت امور خارجه مالزی با این تفسیر که کشور «به این دلیل که تمام حقوق را وابسته به یکدیگر و جداناپذیر می‌داند، یک رویکرد همه‌جانبه به موضوع حقوق بشر را در پیش گرفته است. در مالزی از حقوق هر شهروند توسط بندهای حقوقی قانون اساسی فدرال محافظت می‌شود… اما این حقوق مطلق نیستند و آنها تابع مواردی از قبیل نظم عمومی، اصول اخلاقی و امنیت کشور هستند.» از کنترل‌های سخت‌گیرانه کشور بر حقوق بشر دفاع کرده است؛ بنابراین در حالی که مالزی مدعی «حفظ… اصول اولیه حقوق بشر» است، تشخیص داده است که «در نظر گرفتن تاریخچه کشور، همچنین تنوع فرهنگی، اجتماعی و مذهبی جوامع کشور» حائز اهمیت است. روال حقوق بشر در مالزی بازتاب دهنده نظام ارزشی گسترده‌تر در آسیا است که در آن رفاه و آسایش جمعی در جامعه، نسبت به حقوق فردی اهمیت بیشتری دارد.
قوانین قدیمی محدود کننده
از مدتها قبل برخی قوانین قوی و گسترده در مالزی اعمال می‌شود که با دیدگاه حفظ نظم اجتماعی، حقوق بشر فردی را محدود می‌کند. عفو بین‌الملل در سال ۲۰۰۸، وضعیت حقوق بشر در مالزی را جمع‌بندی کرد که بخشی از آن بازداشت بلاگرها بر اساس قانون فتنه، استفاده از قانون انتشارات و چاپخانه‌ها (PPPA) برای کنترل مطالب روزنامه‌ها، و بازداشت خودسرانه چند نفر تحت قانون امنیت داخلی (ISA) بود و این نکته را ذکر کرد که دولت «کنترل مخالفان را تشدید و حق آزادی بیان و ادیان را محدود کرد.».
قانون امنیت داخلی ۱۹۶۰ (لغو گردید)
شاید شناخته‌ترین این قوانین، قانون امنیت داخلی بود که در سال ۱۹۶۰، سه سال بعد از اینکه مالزی استقلال خود را از بریتانیا کسب کرد، تصویب شد. این قانون در حد وسیع بی‌رحمانه به نظر می‌رسید، این قانون اجازه بازداشت طولانی مدت بدون هیچ محاکمه‌ای را می‌دهد و در طی چند دهه به‌طور سیستماتیک علیه افرادی که به دلایل مختلف، تهدیدی برای دولت مالزی یا «نظم اجتماعی» تلقی می‌شدند، استفاده شد.
در سال ۲۰۱۲، قانون امنیت داخلی ۱۹۶۰ به‌طور رسمی توسط پارلمان مالزی لغو و قانون جرائم امنیتی (تدابیر ویژه) ۲۰۱۲ جایگزین آن شد.
تغییرات در قوانین محدود کننده
در روز ۱۵ سپتامبر ۲۰۱۱، نخست‌وزیر نجیب رزاق اظهار داشت که قانون امنیت داخلی ۱۹۶۰ به‌طور کامل لغو می‌شود و «قانون جدیدی جایگزین آن می‌شود که نظارت قضایی بسیار بیشتری در آن گنجانده شده است و اختیارات پلیس را برای بازداشت مظنونان به دلایل پیشگیرانه محدود می‌سازد.» دولت همچنین متعهد شد تا برخی از شناخته شده‌ترین اسناد حقوقی مرتبط با محدود سازی حقوق بشر شامل قانون فتنه ۱۹۴۸، سه اعلامیه وضعیت اضطراری و قانون تبعید ۱۹۵۹ را لغو کند. علاوه بر این، دولت موافقت کرد برخی قوانین شامل بخش ۲۷ قانون پلیس، قانون انتشارات و چاپخانه‌ها، و نیز قانون اسرار رسمی را مورد بازنگری قرار دهد.
بین سالهای ۲۰۱۱ و ۲۰۱۲، تغییرات حقوقی متعددی صورت گرفت. قانون امنیت داخلی ۱۹۶۰ به صورت رسمی لغو گردید و قانون جرائم امنیتی (تدابیر ویژه) ۲۰۱۲ در روز ۳۱ ژوئیه ۲۰۱۲ جایگزین آن شد. سه اعلامیه وضعیت اضطراری صادر شده در ۱۹۶۶، ۱۹۶۹ و ۱۹۷۷ در روز ۲۰ سپتامبر ۲۰۱۱ توسط پارلمان لغو شد. قانون اقامت محدود ۱۹۳۳ و قانون تبعید ۱۹۵۹، که تا ۳۴ سال قبل از سال ۲۰۱۱ از آن استفاده نشده بود، در ماه دسامبر ۲۰۱۱ توسط پارلمان مالزی به‌طور رسمی منسوخ شد. در سال ۲۰۱۲، بخش ۲۷ قانون پلیس ۱۹۶۷ که طبق آن سازماندهی هر گونه تجمع نیاز به مجوز پلیس داشت لغو گردید و در همین سال قانون تجمع مسالمت‌آمیز وضع گردید.
قانون جرائم امنیتی (تدابیر ویژه) ۲۰۱۲
یک مقاله نوشته میکی اشپیگل که در ماه ژوئن ۲۰۱۲ در بولتن آسیا و اقیانوسیه است-وست سنتر منتشر شد و در روزنامه بانکوک پست تجدید چاپ شد خاطر نشان کرد که پارلمان مالزی در آوریل ۲۰۱۲ قانون جرائم امنیتی (تدابیر ویژه) ۲۰۱۲ (SOSMA) را تصویب کرد که جایگزین قانون امنیت داخلی (ISA) شد. اشپیگل معترض بود که سوسما (SOSMA) «قانون مناسب و کاملی برای حراست از حقوق و آزادی بنیادین مالزیایی‌ها نیست.» در واقع اشپیگل ادعا کرد که سوسما (SOSMA) از برخی جهات نسبت به قانون امنیت داخلی (ISA)، «در واقع بیشتر سرکوب کننده‌تر و واپس گرایانه‌تر» است و این نشانه این است که دولت «در حال بازی جلب و تغییر با موضوع حقوق بشر» بود.
قانون تجمع مسالمت آمیز ۲۰۱۲
قانون تجمع مسالمت آمیز جایگزین بخش ۲۷ قانون پلیس شد که بر اساس آن برای گردهمایی بزرگ مستلزم دریافت مجوز پلیس بود. طبق قانون تجمع مسالمت آمیز دیگر نیازی به این چنین مجوزهایی نیست. در عوض، سازمان دهندگان تجمعات پنج روز قبل (پیش از سال ۲۰۱۹ این مدت ۱۰ روز بود) باید پلیس را از هر گونه گردهمایی برنامه‌ریزی شده مطلع سازند، سپس پلس پاسخ خواسته آنها را می‌دهد و هر گونه محدودیتی که در نظر داشته باشد تا برای تجمع اعمال کند اعلام می‌کند. این قانون افراد زیر ۱۵ سال را از حضور در تجمعات منع می‌کند، افراد زیر ۲۱ سال را از سازماندهی تجمعات منع می‌کند و برگزاری تجمعات در نزدیکی مدرسه، مسجد، فرودگاه، ایستگاه قطار و سایر مکان‌های تعیین شده را ممنوع کرده است. هر چند از قانون تجمع مسالمت آمیز به عنوان اصلاح بخش ۲۷ قانون پلیس تعریف به میان آمده است، اما این قانون از سوی اپوزیسیون سیاسی و سایرین، با عنوان اینکه نسبت به قانون قبلی محدودیت بیشتری به دنبال دارد به شدت مورد انتقاد قرار گرفته است، وفق اینکه یک رهبر اپوزیسیون گفت که این قانون «کنترل مطلق به پلیس» می‌دهد. در سال ۲۰۱۹، بعد از انتخابات سراسری ۲۰۱۸ که منجر به تشکیل دولت ائتلافی پاکاتان هاراپان شد اصلاحاتی در قانون توسط این حزب به وجود آمد که طی آن مدت زمانی که نیاز بود سازمان دهندگان قبل از برگزاری تجمعات صلح آمیز به پلیس اطلاع دهند از ۱۰ روز به ۵ روز کاهش یافت و ممنوعیت اعتراض خیابانی هم لغو گردید. جرائم ذیل بخش ۹ و ۱۵ این قانون با جریمه‌ای به مبلغ ۵٬۰۰۰ رینگیت به جرائم مرکب (compoundable offences) تبدیل شد که به عنوان جرم در نظر گرفته نمی‌شود و نمایندگان پارلمان که مبادرت به نقض این بخش از قوانین کرده‌اند کرسی‌های خود در پارلمان یا صلاحیت نماینده شدن جهت رقابت در انتخابات را از دست نمی‌دهند.
اعلامیه حقوق بشر آسه‌آن
در ماه نوامبر ۲۰۱۲، نجیب رزاق نخست‌وزیر مالزی اولین اعلامیه حقوق بشر کشورهای آسه‌آن را به امضا رساند، اقدامی که مالزی را به‌طور رسمی متعهد به «اولین کنوانسیون خاجی خود جهت بهبود رفتار منصفانه با هر فرد بدون توجه به نژاد، مذهب و اندیشه سیاسی» کرد.
قانون کار (حداقل دستمزد)
در روز ۱ مه ۲۰۲۲، حداقل دستمزد ماهانه قابل پرداخت الزام‌آور طبق نظام حداقل دستمزد ۲۰۲۲ برای شرکت‌هایی که بیش از ۵ مستخدم دارند ۱۵۰۰ رینگیت بود، در حالی که حداقل دستمزد ساعتی بالغ بر ۷٫۲۱ رینگیت برای هر ساعت است.

## کمیسیون حقوق بشر مالزی
کمیسیون حقوق بشر مالزی که در این کشور با نام سوهاکام (مخفف عبارت Suruhanjaya Hak Asasi Malaysia) بهتر شناخته می‌شود، آژانس اصلی کشور برای رسیدگی به مسائل حقوق بشر است.

## گروه‌های حقوق بشر
سازمان پیشگام حقوق بشر در مالزی سوارا راکیات مالزی است. در روز ۱۷ سپتامبر ۲۰۱۲، ده‌ها گروه بین‌المللی حقوق بشر بیانیه مطبوعاتی مشترکی را در اعتراض به آنچه که آنها از آن، تحت عنوان «آزار و اذیت مداوم دولت مالزی» برای فعالیت سوارا راکیات مالزی توصیف کردند، منتشر کردند.

## حقوق بنیادی
قانون اساسی مالزی تبعیض علیه شهروندان را بر اساس جنس، مذهب و نژاد ممنوع کرده است اما برای بومی‌پوترا، مردم بومی مالزی شامل قوم مالایی و بومیان قبایل ایالت‌های صباح و ساراواک در مالزی شرقی «جایگاه ویژه» در ماده ۱۵۳ قانون اساسی قائل شده است.
آزادی بیان
در روز ۸ ژوئیه ۲۰۲۰، دیده‌بان حقوق بشر گزارش داد که مقامات مالزی علیه افرادی که از دولت انتقاد می‌کنند، تحقیقات کیفری را شروع کرده است. روزنامه نگاران، فعالان جامعه مدنی و مردم عادی به خاطر سخنرانی مسالمت‌آمیز با بازجویی پلیس مواجه شده‌اند.
در روز ۳۰ ژوئیه ۲۰۲۰، دیده‌بان حقوق بشر از مقامات مالزی درخواست کرد تا محمد ریحان کبیر، کارگر مهاجر بنگلادشی را که به خاطر انتقاد از سیاست‌های دولت در قبال مهاجران بازداشت شده بود، را آزاد کند. بیان انتقادآمیز او در یک برنامه مستند شبکه الجزیره که در روز ۳ ژوئیه پخش گردید و در رابطه با طرز برخورد با کارگران مهاجر طی دنیاگیری کووید-۱۹ در مالزی بود، به نمایش درآمد و برجسته شد.
آزادی تجمع و حرکت
هر چند از لحاظ اصولی شهروندان از حق تجمع برخوردارند ولی شکل‌گیری گردهمایی‌های عمومی منوط به موافقت رسمی پلیس است. قانون اجتماعات، سازماندهی تعداد هفت نفر یا بیشتر از آن را ملزم به ثبت آن می‌کند، وفق اینکه دولت از ثبت سازماندهی برای برخی گروه‌های خاص از جمله سازمان‌های حقوق بشر خودداری می‌کند و قانون دانشگاه‌ها و کالج‌های دانشگاهی تشکیل گروه‌های دانشجویی را محدود می‌کند. در حالی که مالزیایی‌ها به‌طور کلی، برای سفر در داخل کشور یا مسافرت به خارج، مهاجرت یا برگشت به مالزی از آزادی برخوردار هستند، ساکنان شبه جزیره مالزی برای ورود به ایالت‌های صباح و ساراواک نیاز به ارائه کارت شناسایی ملی یا پاسپورت دارند، و نیز شهروندان نمی‌توانند بدون اجازه رسمی به اسرائیل سفر کنند.
آزادی مذهب
قانون اساسی آزادی مذهب را تضمین کرده است ولی همچنین اعلام کرده است که اسلام، دین رسمی در مالزی است. از جمله تعطیلات رسمی در مالزی (بر اساس نواحی تفاوت دارد)، تعطیلات مذهبی مسلمانان، بودایی‌ها، هندی‌ها و مسیحیان است. ازدواج بین مسلمانان و غیر مسلمانان به رسمیت شناخته نمی‌شود و طبق قانون مردم مالایی مسلمان در نظر گرفته می‌شوند. تفسیرهایی از اسلام به غیر از تفسیر اهل سنت، غیرقانونی است. دادگاه‌های اسلامی، قانون شریعت را در حوزه‌های مسئولیت مشخصی اجرا می‌کنند. در واقع شهروندانی که سنی نیستند با تبعیض مذهبی مواجه هستند. ارتداد مسلمانان بستگی به هر ایالت، مجازات حبس، بازداشت، شلاق یا جریمه نقدی دارد. دو ایالت برای ارتداد مجازات اعدام در نظر گرفته‌اند اما قانون فدرال از اجرای حکم اعدام برای ارتداد جلوگیری می‌کند.
در سال ۲۰۲۴، طبق امتیازدهی خانه آزادی، مالزی در حوزه آزادی مذهب حائز نمره ۱ از ۴ گردید.
آزادی‌های سیاسی
هر چند مالزی دارای سیستم حکومتی پارلمانی چندحزبی با پادشاهی مشروطه است ولی حزب سازمان ملی مالایی‌تباران متحد (آمنو) از سال ۱۹۵۷ قدرت را در اختیار داشت و احزاب اپوزیسیون در بستر همسان به رقابت نمی‌پرداختند. با این وجود، حزب آمنو در سال ۲۰۱۸ از منصب قدرت حذف شد و به حکمرانی ۶۱ ساله خود به عنوان حزب حاکم مالزی خاتمه داد. با گذشت سال‌ها، قدرت نخست‌وزیر افزایش و از پارلمان کاسته شد.
هر چند نشانه‌هایی از بهبود در سال‌های اخیر، به ویژه بعد از شکست باریسان ناسیونال در انتخابات ۲۰۱۸، در این امر مشاهده می‌شود.
رتبه مالزی در شاخص آزادی رسانه از سال ۲۰۱۷ به بعد به تدریج بهبود یافت، این کشور در سال ۲۰۱۷ حائز رتبه ۱۴۴، در سال ۲۰۱۸ حائز رتبه ۱۴۵، در سال ۲۰۱۹ حائز رتبه ۱۲۳، در سال ۲۰۲۰ حائز رتبه ۱۰۱، در سال ۲۰۲۱ حائز رتبه ۱۱۹، در سال ۲۰۲۲ حائز رتبه ۱۱۳، در سال ۲۰۲۳ حائز رتبه ۷۳ و در سال ۲۰۲۴ حائز رتبه ۱۰۷ گردید. سال ۲۰۲۳ بیشترین جهش در رتبه مالزی اتفاق افتاد که طی آن، با ۴۰ پله صعود نسبت به سال قبل، به رتبه ۷۳ دست یافت و این کشور را (به همراه تیمور شرقی) به تنها کشوری در منطقه جنوب‌شرق آسیا در آن دوره تبدیل کرد که از لحاظ شاخص آزادی رسانه، در حالت بدون وضعیت دشوار یا وضعیت خیلی جدی، قرار داد. با این وجود، در سال ۲۰۲۴ رتبه مالزی با ۳۴ پله سقوط به جایگاه ۱۰۷ رسید و در بین کشورهای آسه‌آن بعد از تایلند (دارای رتبه ۸۷)، دومین کشور در این رتبه‌بندی بود.
از لحاظ شاخص مردم‌سالاری، مالزی در سال ۲۰۲۳ امتیاز ۷٫۲۹ را به دست آورد و بدین ترتیب در رتبه‌بندی جهانی حائز رتبه چهلم (بالاترین رتبه در بین کشورهای با اکثریت مسلمان) گردید و در طبقه‌بندی به عنوان، کشور «مردم‌سالاری تکامل نیافته» (Flawed democracy) قرار گرفت. این امتیاز همچنین مالزی را در بین کشورهای جنوب‌شرق آسیا در بالاترین مکان و در ناحیه آسیا و استرالیا بعد از نیوزیلند، تایوان، استرالیا، ژاپن و کره‌جنوبی در جایگاه ششم قرار داد. امتیاز مالزی در این شاخص با گذشت سال‌ها به صورت تدریجی افزایش یافت، با امتیاز ۵٫۹۸ در سال ۲۰۰۶ با عنوان «نظام ترکیبی» شروع شد و تا سال ۲۰۲۳ به امتیاز ۷٫۲۹ با عنوان «مردم‌سالاری تکامل نیافته» رسید، وفق اینکه در سال ۲۰۱۸ (با امتیاز ۶٫۸۸)، سال ۲۰۱۹ (با امتیاز ۷٫۱۶)، سال ۲۰۲۰ (با امتیاز ۷٫۱۹)، سال ۲۰۲۱ (با امتیاز ۷٫۲۴) و سال ۲۰۲۲ (با امتیاز ۷٫۳) افزایش قابل توجهی داشت.

## حقوق خردسالان
مالزیایی‌ها تابعیت خود را به واسطه والدین خود دریافت می‌کنند. افرادی که نتوانند ثابت کنند والدین آنها با یکدیگر ازدواج کرده بودند از دریافت حق تابعیت محروم شده و فاقد تابعیت در نظر گرفته می‌شوند. افرادی که دارای شناسنامه نیستند نمی‌توانند در مدارس دولتی و خصوصی ثبت نام کنند.

## حقوق زنان
مالزی کنوانسیون رفع هرگونه تبعیض علیه زنان (CEDAW) را با در نظر گرفتن قیودی، در ماه اوت ۱۹۹۵ به تصویب رساند. برخی قیود در سال ۲۰۱۰ حذف شدند ولی برخی باقی ماند، به عبارت دیگر اعلام شده بود که بندهای 9(2), 16(1)(a), 16(1)(c), 16(1)(f) و 16(1)(g) در تضاد با قانون فدرال مالزی و قانون شریعت است.